# Andrea Di Rosa
Andrea Di Rosa (Roma, 16 ottobre 1964) è un ex calciatore italiano, di ruolo difensore.

## Carriera

### Club
Nato nel 1964 a Roma, muove i primi passi da professionista nel Civitavecchia, dove rimane per quattro stagioni, dal 1983 al 1987, tutte in Serie C2, ottenendo continuità di presenze dalla seconda stagione in poi, terminando con 95 presenze e sei reti e ottenendo quattro salvezze con un 10º, un 12º, un 15º e un 8º posto in classifica (miglior piazzamento).
Sale di categoria nel 1987, trasferendosi in Sardegna, alla Torres, neopromossa in Serie C1, chiudendo 7º e 4º nelle due stagioni di militanza in rossoblù, concluse con 54 gare giocate e tre gol.
A 25 anni da compiere, nel 1989, arriva in Serie B, ingaggiato dalla Triestina, anch'essa neopromossa. Esordisce in cadetteria il 27 agosto 1989, alla prima di campionato, entrando al 64' al posto di Maurizio Costantini nella gara interna contro il Licata, vinta per 2-1. Segna la sua prima e unica rete la stagione successiva, il 20 gennaio 1991, diciannovesima giornata di Serie B, realizzando al 13' il momentaneo 1-0 nella sfida casalinga con il Pescara, chiusa poi sull'1-1. Arrivato 12º il primo anno, nella seconda stagione chiude soltanto al 19º e penultimo posto, retrocedendo in Serie C1 e chiudendo la sua esperienza a Trieste con 53 presenze (50 in campionato) e una rete.
Torna in C1 per la stagione 1991-1992, al Casarano, terminando 8º, con 19 gare giocate.
Per il finale di carriera torna nel Lazio, militando due stagioni nel Cerveteri, in C2, ottenendo due salvezze con un 7º e un 15º posto (la seconda "annullata" dalla mancata iscrizione al campionato successivo per problemi finanziari) e collezionando 43 presenze. Successivamente, gioca nel Campionato Nazionale Dilettanti con Ladispoli (8º) e Pro Cisterna (7º), dove chiude la carriera a 33 anni, nel 1997.

## Statistiche

### Presenze e reti nei club
Statistiche aggiornate al 1994.
| Stagione             | Squadra              | Campionato           | Campionato | Campionato | Coppe nazionali | Coppe nazionali | Coppe nazionali | Coppe continentali | Coppe continentali | Coppe continentali | Altre coppe | Altre coppe | Altre coppe | Totale | Totale | Totale |
| Stagione             | Squadra              | Comp                 | Pres       | Reti       | Comp            | Pres            | Reti            | Comp               | Pres               | Reti               | Comp        | Pres        | Reti        | Pres   | Reti   |        |
| -------------------- | -------------------- | -------------------- | ---------- | ---------- | --------------- | --------------- | --------------- | ------------------ | ------------------ | ------------------ | ----------- | ----------- | ----------- | ------ | ------ | ------ |
| 1983-1984            | Civitavecchia        | C2                   | 6          | 0          | CI-C            | ?               | ?               | -                  | -                  | -                  | -           | -           | -           | 6+     | 0+     |        |
| 1984-1985            | Civitavecchia        | C2                   | 30         | 2          | CI-C            | ?               | ?               | -                  | -                  | -                  | -           | -           | -           | 30+    | 2+     |        |
| 1985-1986            | Civitavecchia        | C2                   | 31         | 1          | CI-C            | ?               | ?               | -                  | -                  | -                  | -           | -           | -           | 31+    | 1+     |        |
| 1986-1987            | Civitavecchia        | C2                   | 28         | 3          | CI-C            | ?               | ?               | -                  | -                  | -                  | -           | -           | -           | 28+    | 3+     |        |
| Totale Civitavecchia | Totale Civitavecchia | Totale Civitavecchia | 95         | 6          | -               | ?               | ?               | -                  | -                  | -                  | -           | -           | -           | 95+    | 6+     |        |
| 1987-1988            | Torres               | C1                   | 22         | 0          | CI-C            | ?               | ?               | -                  | -                  | -                  | -           | -           | -           | 22+    | 0+     |        |
| 1988-1989            | Torres               | C1                   | 32         | 3          | CI-C            | ?               | ?               | -                  | -                  | -                  | -           | -           | -           | 32+    | 3+     |        |
| Totale Torres        | Totale Torres        | Totale Torres        | 54         | 3          | -               | ?               | ?               | -                  | -                  | -                  | -           | -           | -           | 54+    | 3+     |        |
| 1989-1990            | Triestina            | B                    | 28         | 0          | CI              | 0               | 0               | -                  | -                  | -                  | -           | -           | -           | 28     | 0      |        |
| 1990-1991            | Triestina            | B                    | 22         | 1          | CI              | 3               | 0               | -                  | -                  | -                  | -           | -           | -           | 25     | 1      |        |
| Totale Triestina     | Totale Triestina     | Totale Triestina     | 50         | 1          | -               | 3               | 0               | -                  | -                  | -                  | -           | -           | -           | 53     | 1      |        |
| 1991-1992            | Casarano             | C1                   | 17         | 0          | CI+CI-C         | 2+?             | 0+?             | -                  | -                  | -                  | -           | -           | -           | 19+    | 0+     |        |
| 1992-1993            | Cerveteri            | C2                   | 15         | 0          | CI-C            | ?               | ?               | -                  | -                  | -                  | -           | -           | -           | 15+    | 0+     |        |
| 1993-1994            | Cerveteri            | C2                   | 28         | 0          | CI-C            | ?               | ?               | -                  | -                  | -                  | -           | -           | -           | 28+    | 0+     |        |
| Totale Cerveteri     | Totale Cerveteri     | Totale Cerveteri     | 43         | 0          | -               | ?               | ?               | -                  | -                  | -                  | -           | -           | -           | 43+    | 0+     |        |
| 1994-1995            | Ladispoli            | CND                  | ?          | ?          | CID             | ?               | ?               | -                  | -                  | -                  | -           | -           | -           | ?      | ?      |        |
| 1996-1997            | Pro Cisterna         | CND                  | ?          | ?          | CID             | ?               | ?               | -                  | -                  | -                  | -           | -           | -           | ?      | ?      |        |
| Totale carriera      | Totale carriera      | Totale carriera      | 259+       | 10+        | -               | 5+              | 0+              | -                  | -                  | -                  | -           | -           | -           | 264+   | 10+    |        |